# Hanns Hermann Lagemann
Hanns Hermann Lagemann (* 7. Februar 1924 in Minden; † 6. Mai 2003) war ein deutscher Politiker der CDU.

## Ausbildung und Beruf
Hanns Hermann Lagemann besuchte die Volksschule und das Gymnasium, an dem er 1942 das Abitur ablegte. Am 11. Januar 1943 beantragte er die Aufnahme in die NSDAP und wurde rückwirkend zum 1. September 1942 aufgenommen (Mitgliedsnummer 9.320.838). Er war Kriegsteilnehmer und geriet bis 1945 in Kriegsgefangenschaft. Lagemann absolvierte eine Lehre im Eisenwarenhandel sowie eine Ausbildung im Eisengroßhandel und wurde 1948 Mitinhaber der Firma Lagemann & Schelken.

## Politik
Hanns Hermann Lagemann war von 1959 bis 1963 Vorsitzender der CDU Minden, von 1963 bis 1965 stellvertretender Kreisvorsitzender und ab 1965 Kreisvorsitzender der CDU. 1956 wurde er in den Rat der Stadt Minden gewählt; hier war er Fraktionsvorsitzender. Dem Kreistag gehörte er von 1956 bis 1960 als Mitglied an.
Hanns Hermann Lagemann war vom 14. Juni 1966 bis zum 23. Juli 1966 Mitglied des 5. Landtages von Nordrhein-Westfalen, in den er nachrückte.